# Botavara

Principales partes de una embarcación de vela.
1 - vela mayor 2 - foque 3 - spinnaker 4 - casco 5 - quilla (en la imagen, una orza) 6 - timón 7 - skeg o alerón 8 - mástil 9 - cruceta 10 - obenque 11 - escota de mayor 12 - botavara 13 - mástil 14 - tangón 15 - backstay 16 - estay de proa 17 - contra

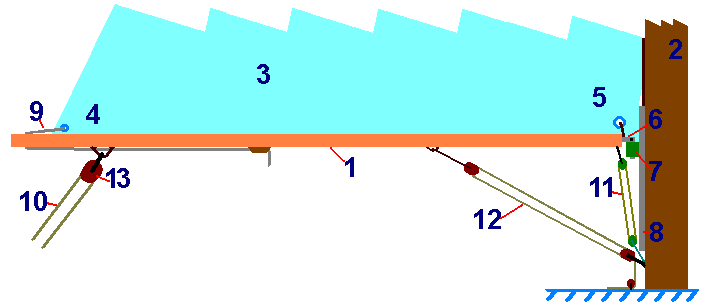
Esquema de botavara.

En náutica, la Botavara es el palo redondo, de una pieza, y de proporcionadas dimensiones, que enganchado en el de mesana o en el palo mayor, según es la embarcación, y extendiéndose hasta fuera del coronamiento de popa, sirve para cazar en él la vela cangreja. En algunos aparejos o buques de dos mástiles, el trinquete tiene también botavara. (fr. Gui, Baume; ing Spanker boom, Driver boom, Main boom; it. Boma). 

## Descripción
1. Botavara
2. Mástil
3. Vela
4. Puño de escota
5. Puño de amura
6. Perno de botavara
7. Tintero
8. Guía de botavara
9. Pajarín
10. Escota de botavara
11. Cunningham
12. Trapa
13. Motón o cuadernal

En el windsurf, la botavara es un elemento en forma de huso que está unido al mástil a la altura de los hombros y hasta el final de la vela. Permite al windsurfista controlar la dirección de la tabla, al inclinar la vela hacia delante o atrás, y acelerar o reducir la velocidad. A la botavara también pueden acoplarse unos cabos que permiten colgarse con un arnés.
Este tipo de botavara, también usado en algunos yates sobre todo americanos, en inglés tiene nombre propio y se denomina Wishbone.